# Kanada na Letních olympijských hrách 1972
Kanada se účastnila Letní olympiády 1972 v německém Mnichově. Zastupovalo ji 208 sportovců (158 mužů a 50 žen) v 18 sportech.

## Medailisté
| Medaile | Jméno                                                   | Sport    | Soutěž                                |
| ------- | ------------------------------------------------------- | -------- | ------------------------------------- |
| Stříbro | Bruce Robertson                                         | Plavání  | Muži 100 m motýlek                    |
| Stříbro | Leslie Cliff                                            | Plavání  | Ženy 400 m polohový závod             |
| Bronz   | Donna Gurr                                              | Plavání  | Ženy 200 m znak                       |
| Bronz   | Erik Fish William Mahony Bruce Robertson Robert Kasting | Plavání  | Muži štafeta 4 × 100 m polohový závod |
| Bronz   | David Miller John Ekels Paul Cote                       | Jachting | Třída Soling                          |